# Distretto di Aïn El Hadjel
Il distretto di Aïn El Hadjel è un distretto della Provincia di M'Sila, in Algeria.

## Comuni
Il distretto di Aïn El Hadjel comprende 2 comuni:
- Aïn El Hadjel
- Sidi Hadjeres